# Sarracenia rosea
Sarracenia rosea es una planta carnívora del género Sarracenia, aunque el estatus de especie es discutido, y también es conocida como S. purpurea subesp. venosa var. burkii. La propuesta de separar esta población de Sarracenia purpurea y considerarla una nueva especie surgió en 1999. Se basó en tres factores principales. El primero es que la planta tiene flores más grandes en tallos más cortos. En segundo lugar, la planta tiene pétalos de color rosa claro, una característica única para el género. Y en tercer lugar, la planta tiene la estructura de la hoja algo diferente.  Una forma que carece de antocianinas ha sido descrito como Sarracenia rosea f. luteola.

## Distribución y hábitat
La especie es nativa de la costa de Golfo del sudeste de Estados Unidos, y se ha encontrado de Mississippi a Georgia. Sin embargo, las áreas en las que se produce la planta se están desarrollando, por lo que el hábitat de la especie está amenazado de extinción. A pesar de esto, junto con Sarracenia psittacina, esta especie coloniza fácilmente zanjas de drenaje a lo largo de carreteras a lo largo de los Estados del Golfo proporcionando un algo más sostenible aunque menos natural hábitat. S. rosea es sensiblemente más tolerante a sombreado que los otros miembros del género.

## Taxonomía
Sarracenia rosea fue descrita por Naczi, Case & R.B.Case y publicado en Sida 18(4): 1188–1202, f. 3, 5 [bottom], 6 [right], 7 [bottom], 8, 11 [map]. 1999.
Etimología
Sarracenia: nombre genérico que fue nombrado por el médico francés Michel Sarrasin (Sarracenus) (1659-1734), un naturalista y coleccionista de plantas en Quebec, aunque una segunda fuente dice que deriva de otro médico francés llamado Jean Antoine Sarrasin (1547-1598), quien tradujo una obra de Dioscórides.
rosea: epíteto latíno que significa "de color rosa".